# Stefan Georg
Stefan Georg (ur. 1962) – niemiecki językoznawca. Jego zainteresowania naukowe koncentrują się m.in. wokół komparatystyki lingwistycznej, hipotezy ałtajskiej oraz językoznawstwa arealnego w regionie Azji Centralnej i Północnej. 
Jest absolwentem Uniwersytetu w Bonn. Doktoryzował się w 1995 r. na podstawie pracy z zakresu języka thakali. W 2008 r. uzyskał habilitację. Rozprawę poświęcił językowi ketyjskiemu. 

## Publikacje (wybór)
- Telling general linguists about Altaic (współautorstwo, 1999)
- Altaic Languages (2002)
- From Mass Comparison to Mess Comparison: Greenberg's "Eurasiatic" Theory (współautorstwo, 2003)
- Unreclassifying Tungusic (2004)
- A Descriptive Grammar of Ket (Yenisei-Ostyak) (2007)
- Yeniseic languages and the Siberian linguistic area (2008)